# Joseph Barcroft
Joseph Barcroft (26 de julio de 1872 – 21 de marzo de 1947) fue un fisiólogo británico conocido por sus estudios de la oxigenación de la sangre.

## Vida
Nacido en Newry, Condado de Down en el seno de una familia cuáquera, era el hijo de Henry Barcroft, doctor en derecho, y Anna Richardson Malcomson de The Glen, Newry – una propiedad adquirida para sus padres por el rico tío de su madre, John Grubb Richardson y a lado de su propia finca en Bessbrook. Comenzó sus estudios en la Escuela Bootham de York para proseguirlos ne la Escuela The Leys de Cambridge. Se casó con Mary Agnetta Ball, hija de Sir Robert S. Ball, en 1903.
Se graduó en Medicina y Ciencia en 1896 por la Universidad de Cambridge, e inmediatamente empezó sus estudios sobre la hemoglobina. En mayo de 1910 fue elegido Socio de la Sociedad Real, cuya medalla Real ganaría en 1922. Presentó su conferencia Crooniana en 1935. y recibií su medalla Copley en 1943.
Durante la Primera y Segunda Guerra mundiales fue Fisiólogo de Jefe del centro de guerra química de Porton Down, cerca de Salisbury.
En 1936 fue nominado infructuosamente al premio Nobel en Fisiología o Medicina por el profesor Arthur Dighton Stammers, profesor de Fisiología en la Universidad del Witwatersrand, por su trabajo en la función respiratoria de la sangre y las funciones del bazo.
En el curso de sus investigaciones, no dudó en usar la autoexperimentación en sí mismo. Por ejemplo, durante la Primera Guerra Mundial, llevó a cabo experimentos en a Estación Experimental de los Ingenieros Reales (cerca de Salisbury) sobre gas asfixiante, exponiéndose él mismo a una atmósfera de cianuro de hidrógeno venenoso. En otra ocasión quede permaneció siete días en un cuarto de cristal para calcular la cantidad mínima del oxígeno requerido para la supervivencia del organismo humano. En una tercera ocasión se expuso a una temperatura tan baja que cayó inconsciente.
También estudió la fisiología de la oxigenación en altitudes extremas. Para ello organizó expediciones a la cumbre de Tenerife (1910), a Monte Rosa (1911) y a los Andes peruanos (1922).
Entre 1902 y 1905 fue gobernador de la Escuela Parque Leighton, la escuela cuáquera de Reading. De 1925 a 1937 fue catedrático de fisiología en Cambridge. Sus últimas investigaciones, comenzadas en 1933, versaban sobre la respiración fetal.
Fue creado caballero en 1935. En 1936 presentó la Conferencia Terry de la Universidad Yale. También fue elegido miembro extranjero honorario de la Academia Estadounidense de las Artes y las Ciencias en 1938.
Con el estallido de la Segunda Guerra Mundial fue otra vez convocado a Porton Down como consultor sobre armas químicas. Murió en Cambridge en 1947.

## Publicaciones
- La Función Respiratoria de la Sangre (1914)
- Características en la Arquitectura de la Función Fisiológica (1934)